# Henry de Faucogney
Henry de Faucogney (? - après 1352) est un noble comtois. Il fut seigneur de Faucogney, chevalier, seigneur de Château-Lambert et vicomte de Vesoul,,,.
Il épouse Jeanne de Blâmont avec qui il a :
- Jeanne, (? - 20 mars/25 avril 1373), dame de Faucogney et de Château-Lambert. Elle épouse en premières noces Jean de Neuchâtel-Vaumarcus dit "le Bel" puis en secondes noces Henry de Rahon-Longwy, chevalier, seigneur de Raon[3],
- Catherine, (? - avant le 21 mars 1364), elle épouse Conrad de Tübingen[6],